# صاریغ موشی شکم‌خاکستری
صاریغ موشی شکم‌خاکستری(نام علمی: Caenolestes caniventer) نام یک گونه از سرده صاریغ‌های موشی معمولی است.